# ويليام الكسندر فرازير
ويليام الكسندر فرازير (بالإنجليزية: William Alexander Fraser)‏ هو سياسي كندي، ولد في 24 أبريل 1886 في كندا، وتوفي في 26 أكتوبر 1962 في كينغستون في كندا. حزبياً، نشط في الحزب الليبرالي الكندي. وقد انتخب عضو مجلس الشيوخ الكندي وانتخب عضو مجلس العموم الكندي.